# Fontenay (Saône-et-Loire)
Fontenay ist eine französische Gemeinde mit 56 Einwohnern (Stand: 1. Januar 2022) im Département Saône-et-Loire in der Region Bourgogne-Franche-Comté (vor 2016 Bourgogne). Sie gehört zum Arrondissement Charolles und zum Kanton Charolles. 

## Geographie
Fontenay liegt etwa 57 Kilometer südwestlich von Chalon-sur-Saône.
Nachbargemeinden von Fontenay sind Baron im Norden und Nordwesten, Viry im Osten und Nordosten sowie Charolles im Süden und Westen.

## Bevölkerungsentwicklung
| Jahr                      | 1962 | 1968 | 1975 | 1982 | 1990 | 1999 | 2006 | 2011 | 2016 |
| Einwohner                 | 30   | 33   | 31   | 29   | 27   | 36   | 39   | 45   | 41   |
| Quelle: Cassini und INSEE |      |      |      |      |      |      |      |      |      |

## Sehenswürdigkeiten

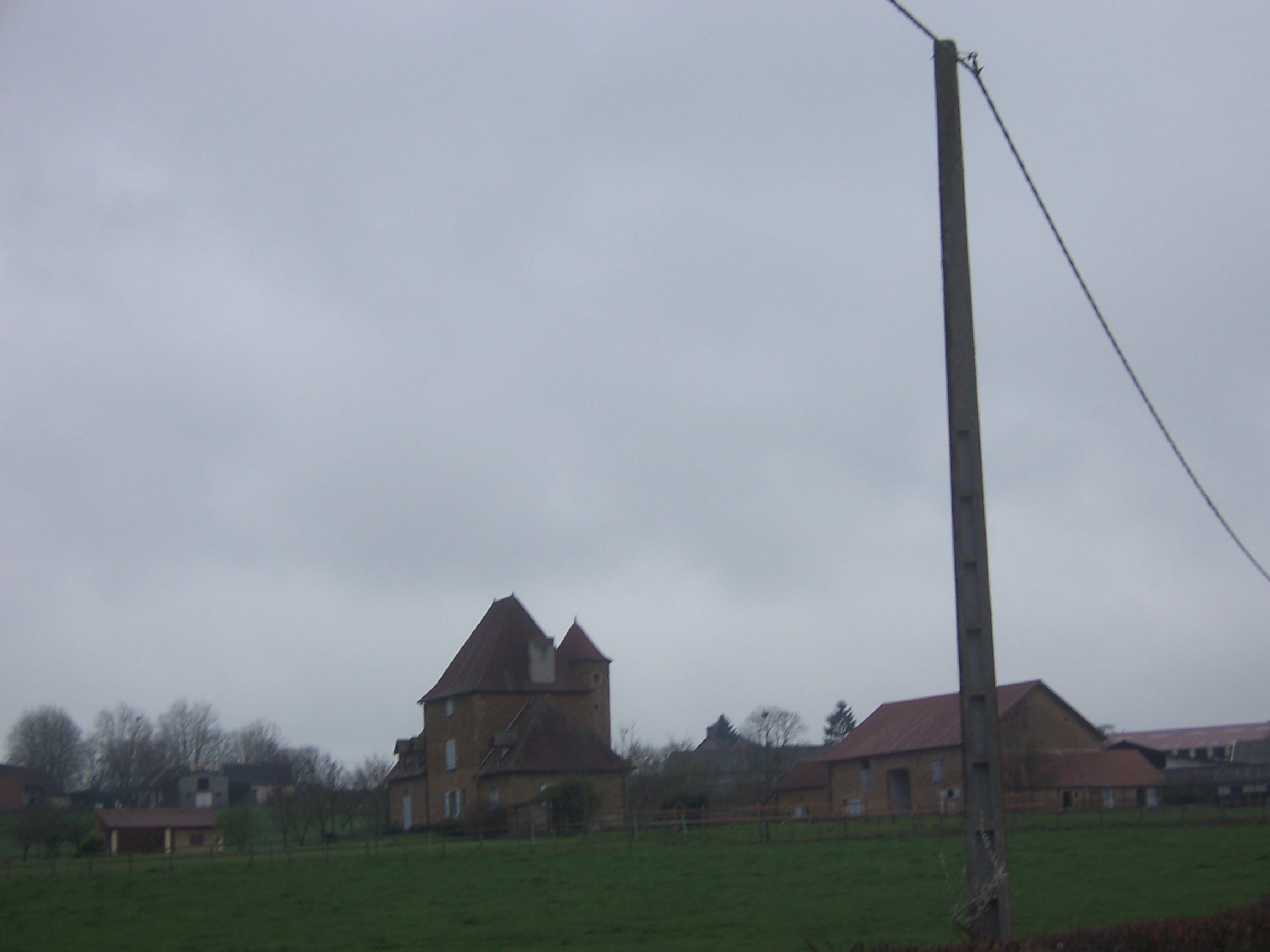
Schloss Fontenay

- Schloss Fontenay